# Bergwerk Lochezen

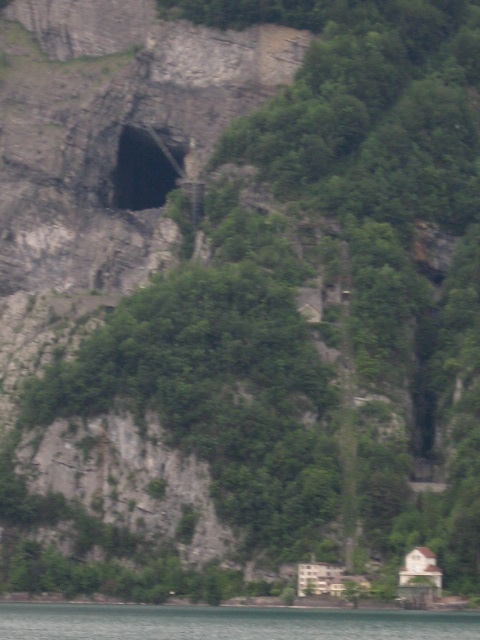
Blick auf das ehemalige Bergwerk Lochezen. Das weisse Gebäude rechts ist die ehemalige Schiffsverladestation. Auch kann man den Schrägaufzug erkennen. Das Testzentrum für Steinschlagnetze befindet sich unterhalb des grossen Fensters bei der Krananlage.

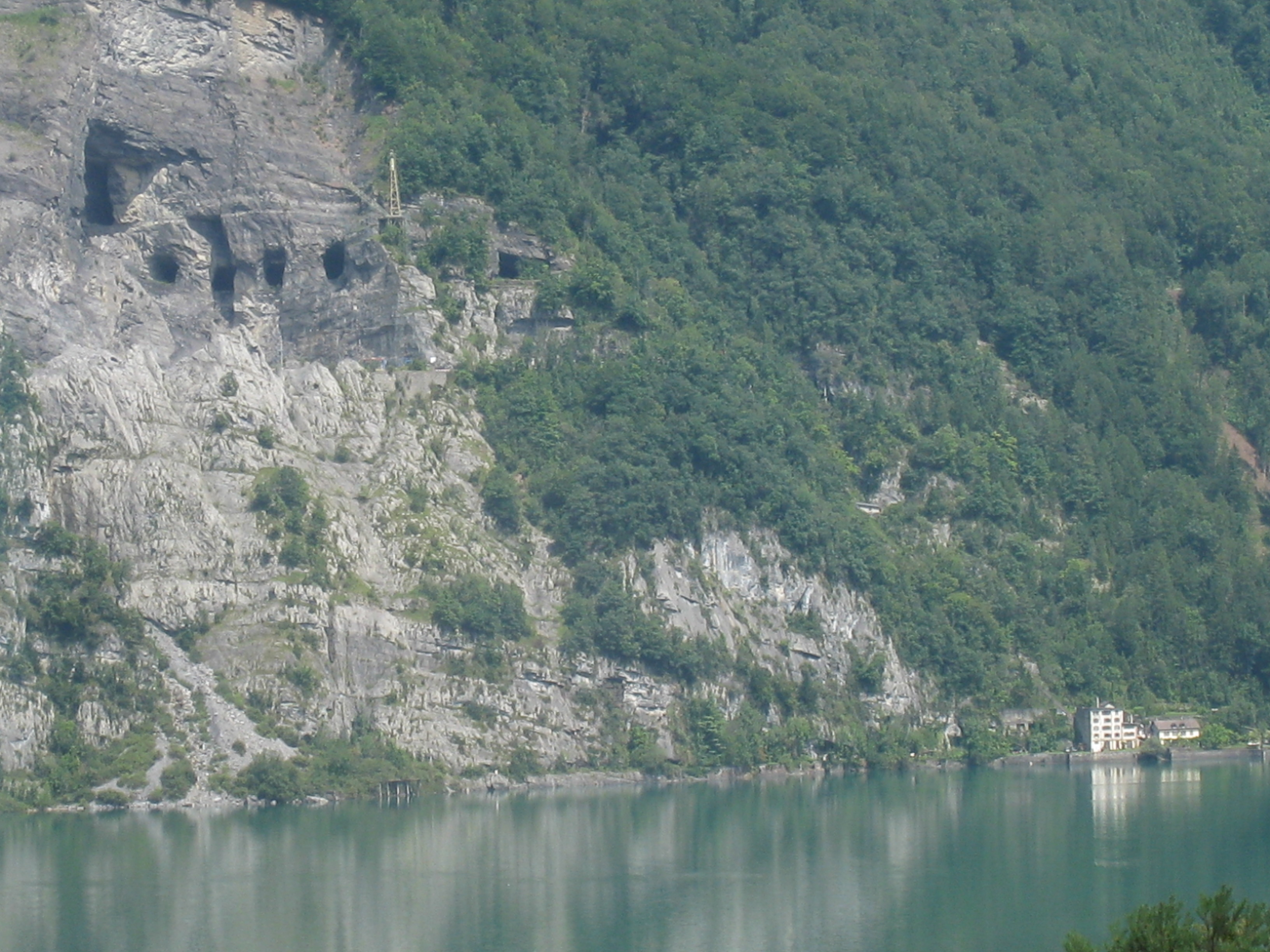
Bergwerk Lochezen links am Ufer: Reste der Verladeeinrichtung West. Das Material wurde mithilfe eines – inzwischen abgebauten – Metallrohrs ins Tal transportiert.

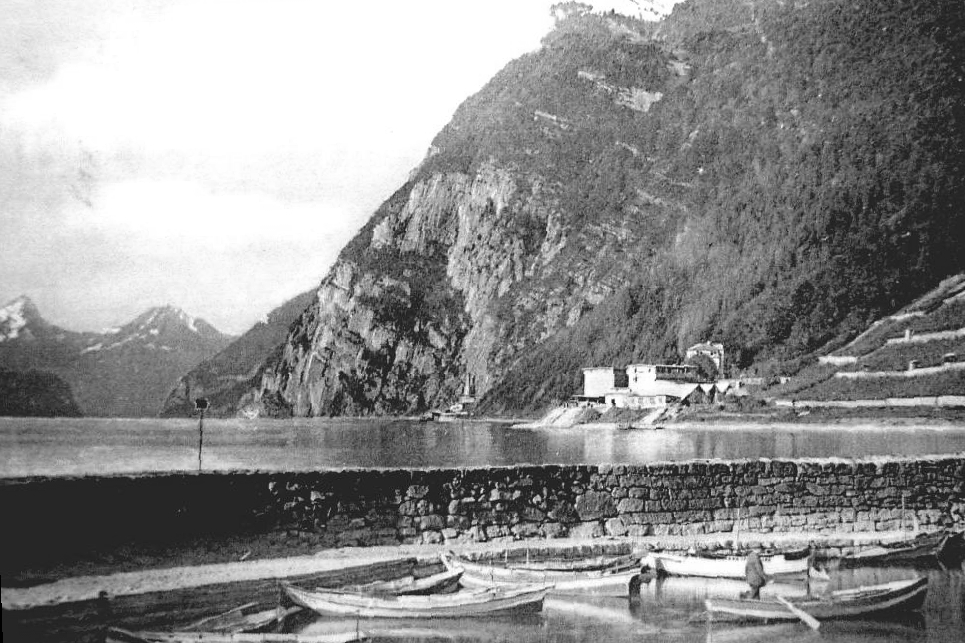
Historisches Photo mit Blick auf Lochezen vom Hafen von Walenstadt. Im Vordergrund rechts das Betriebsgebäude des Bergwerks Seemühle. Im Hintergrund die im Jahre 1919 abgebrochene Kalkbrennerei. Das Bild muss daher vor 1919 entstanden sein.

Das Bergwerk Lochezen befand sich am nördlichen Ufer des Walensees auf dem Gebiet der Gemeinde Walenstadt im Schweizer Kanton St. Gallen. Direkt nordöstlich an das Bergwerk grenzte das Bergwerk Seemühle. Der Artikel behandelt beide Bergwerke. Der Lochezen ist Teil des Geoparks Sardona.

## Geschichte

### Anfänge
Schon in frühindustrieller Zeit wurde am nördlichen Ufer des Walensees unterhalb der Churfirsten Kalk abgebaut. Kalköfen wurden in kleinem Umfang betrieben. Davon zeugt der Name «Kaliforni» für das nördliche Ufer des Walensees im Gebiet der Gemeinde Walenstadt; «Forni» steht für «Öfen». Auch bestand eine Mühle zum Mahlen des gebrannten Kalkes am Helgenbach.
1861 wurde das Vorgängerunternehmen der «Cement- und Kalkfabrik Unterterzen AG» unter massgeblicher Beteiligung des deutschen Bergbauingenieurs Heinrich Julius Tröger (1829–1892) gegründet. Das Unternehmen firmierte als «Marmorbrüche & Cementfabrik Wallenstadt». Als Gesellschaftszweck wurde «Cementfabrikation und Lieferung von Marmor» angegeben. Weitere Gesellschafter waren Franz Huber zu Flasche aus St. Gallen und Jakob Götzger aus Lindau. Die in Lochezen gewonnenen Steine und der Marmor wurden über einen gemauerten Rutschkanal und über eine primitive Schlittbahn zu zwei kleinen Schachtöfen am Ufer des Walensees befördert und dort mit Koks gebrannt. Die gehauenen Marmorblöcke wurden in einer Waldschneise zum See hinuntergerollt, wobei viel Schaden an den kostbaren Steinen entstand. Das gewonnene Material wurde von Lochezen mit Ruder- und Segelbooten nach Unterterzen gebracht. Dort wurde der gebrannte Kalk gemahlen und zur Weiterverarbeitung mit der bereits bestehenden Eisenbahn abtransportiert.

### Bis zum Ersten Weltkrieg
Nach Heinrich Julius Trögers Tod im Jahr 1892 wurde die Firma umstrukturiert. Die Firma firmierte nun als «Cementfabrik Wallenstadt Tröger & Götzger». Die Gesellschafter waren Jakob Götzger und die Witwe Margareta Tröger-Götzger. Im Jahr 1897 übernahm Jacob Schmidheiny die Mehrheit des Unternehmens, das nun «Wallenstadter-Roman- & Portland-Cementfabrik» hiess. Schmidheiny investierte in das Unternehmen in Lochezen, und die primitive Schlittbahn wurde durch einen Bremsberg ersetzt. Es wurden Geleise für eine Grubenbahn angelegt und in Unterterzen eine Fabrik zum Mahlen des gebrannten Kalks aufgebaut. Schmidheinys Sohn Ernst führte die Geschäfte während des Ersten Weltkrieges fort und verlagerte die Kalkbrennerei nach Unterterzen.
1892 bekam das Unternehmen Konkurrenz durch die nordöstlich gelegene Seemühle. 1898 wurden die Konzessionsgrenzen festgelegt. Gegründet wurde eine Gesellschaft mit Namen «Kunkler & CO» von Theodor Kunkler aus St. Gallen und Jules Huber aus Walenstadt, die später als «Huber und Kunkler» firmierte. Die Gesellschaft bekam 1896 eine Konzession zum Betrieb eines Wasserkraftwerks. 1895 wurde der junge Bergbauingenieur Adolf Borner (1871–1966) eingestellt. Er sollte das Unternehmen massiv ausbauen. In den folgenden Jahren wurden Stollen in den Berg getrieben sowie Kalköfen und Schienennetze errichtet. 1899 beteiligt sich Adolf Borner am Unternehmen Seemühle gemeinsam mit einem Investor namens Conrad Edelmann von Muolen. Das Unternehmen firmierte nun unter «Borner Jun. Edelmann und Co.» als Kommanditgesellschaft. Diese baute eine Zementfabrik am Ufer der Kaliforni, die 1911 aber durch einen Bergsturz teilweise zerstört wurde. Es wurde gemunkelt, dass der Erdrutsch durch eine fehldimensionierte Sprengung verursacht worden war. Adolf Borner verkaufte  die Zementproduktion einschliesslich des Zementkontingents für eine Million Franken an die Schmidheinys, die diese nach Unterterzen verlegten und dort eine neue Zementfabrik errichteten. 1915 kaufte Adolf Borner die stillgelegte und teilweise zerstörte Zementfabrik samt zwei Rotieröfen wieder zurück. Zement durfte er nicht produzieren, da er ja das Kontingent verkauft hatte. 1916 wurde die Kalkbrennerei von einem weiteren Erdrutsch teilweise zerstört. Betroffen war der Teil, in dem sich die Zementproduktion befand. Die Anlage der Seemühle wurde nicht wieder aufgebaut, da man sowieso keinen Zement mehr produzieren durfte. Man produzierte fortan hydraulischen Kalk.

### Zwischenkriegszeit

Luftbild der Zementfabrik Unterterzen von Walter Mittelholzer (1919)

Die alten Brennöfen in Lochezen wurden 1919 abgerissen, nachdem sie 1914 durch einen Erdrutsch schwer beschädigt worden waren. In der Zwischenzeit liessen die Schmidheinys Ledischiffe bauen, um das Rohmaterial von Lochezen nach Unterterzen zu transportieren. Sie errichteten dafür eine moderne Verladestation und einen kleinen Hafen in Lochezen. Die Schmidheinys stiegen zu einem der grossen Zementproduzenten der Schweiz auf. Das Bergwerk Lochezen und die Zementfabrik firmierten fortan als «Cement- und Kalkfabrik Unterterzen AG», kurz «CKU».

### Im Zweiten Weltkrieg
Während des Zweiten Weltkrieges entstand 1941 in alten Kavernen des Lochezen ein unterirdisches Militärlazarett bestehend aus 25 Holzbaracken. Es war Teil des Festungsgürtels Sargans. Ausgerüstet war das Krankenhaus für 280 Patienten. Für den Verwundetentransport dienten die Militärseilbahn SB 18 sowie mehrere Militärseilbahnen auf der allfälligen Rochadeachse (als Alternative zum Kerenzerberg) über den Riseten- und Pragelpass ins Muotatal. Auch ein kleines Bootshaus für Motorboote zum Transport von Patienten wurde vom Militär errichtet. 1949 wurden die Baracken des Krankenhauses verkauft und wieder abgebaut. Nur die Fundamente sind erhalten geblieben. Auch während und nach dem Krieg bauten die Schmidheinys die Produktion weiterhin aus. Eine moderne Grubenbahn mit akkubetriebenen Lokomotiven entstand.

### Nachkriegszeit
Im Jahr 1956 wurde ein Breitspur-Schrägaufzug mit einer Spurbreite von fast drei Metern für das Bergwerk Lochezen gebaut.
Die Seemühle firmierte unterdessen als «Borner AG», doch die Geschäfte liefen nicht gut. Die Nachfrage nach Kalk war gesunken, und Zement durfte die «Borner AG» nicht produzieren. Die Maschinen wurden 1963 abgestellt, und die Firma meldete 1964 Konkurs an. Der gesamte Besitz wurde vorher an eine «Kalkfabrik Walenstadt A.G» verkauft. Doch dieses Unternehmen nahm den Betrieb des Kalkbergwerkes nicht mehr auf. 1968 wurden die Anlagen und Gebäude von der Schweizer Armee, die in Walenstadt einen Waffenplatz betreibt, gesprengt. Man erinnerte sich an die Weinberge, die vor dem Kalkabbau an diesem Südhang bestanden hatten.
Lochezen dagegen wurde bis 2001 weiter betrieben. Zuletzt von der «See Kies AG». 1996 war der Schrägaufzug noch einmal umfassend saniert worden. Der Motor, das Getriebe und die Betriebsbremse wurden ersetzt. Der Aufzug ist noch immer in Betrieb. Das Zementwerk von Unterterzen war von der Holcim AG nach Untervaz in Graubünden verlegt worden. 2008 entstand auf dem Areal des Zementwerks das «Walensee-Resort». 2017 ging die Walensee Resort AG, die das Hotel betrieb, Konkurs. Dieses wurde Ende 2018 unter einer neuen Trägerschaft wiedereröffnet. Die 131 Eigentumswohnungen des Resorts waren von diesen Ereignissen nicht betroffen.

## Heutige Nutzung
Heute befinden sich die Grundstücke im Eigentum der Gemeinde Walenstadt und der Schweizer Armee. Am «Kaliforni» wird Wein angebaut, und die Ortsgemeinde Walenstadt errichtete einen Waldlehrpfad.
Weiter entstand die heutige Prüfanlage Lochezen: Auf dem Gelände des ehemaligen Bergwerks betreibt seit 2004 die Geobrugg-Fatzer AG zusammen mit dem Bundesamt für Umwelt das weltweit einzige Testzentrum für Steinschlagnetze.
Die Ortsgemeinde Walenstadt bietet Interessierten zweistündige Führungen an. Eine Besichtigung ohne kundigen Führer ist wegen Steinschlaggefahr nicht möglich. Es gibt Befürchtungen, dass die durch Bergbauaktivitäten instabil gewordenen Steilhänge der Churfirsten in den Walensee rutschen könnten und dabei einen Tsunami auslösen könnten.

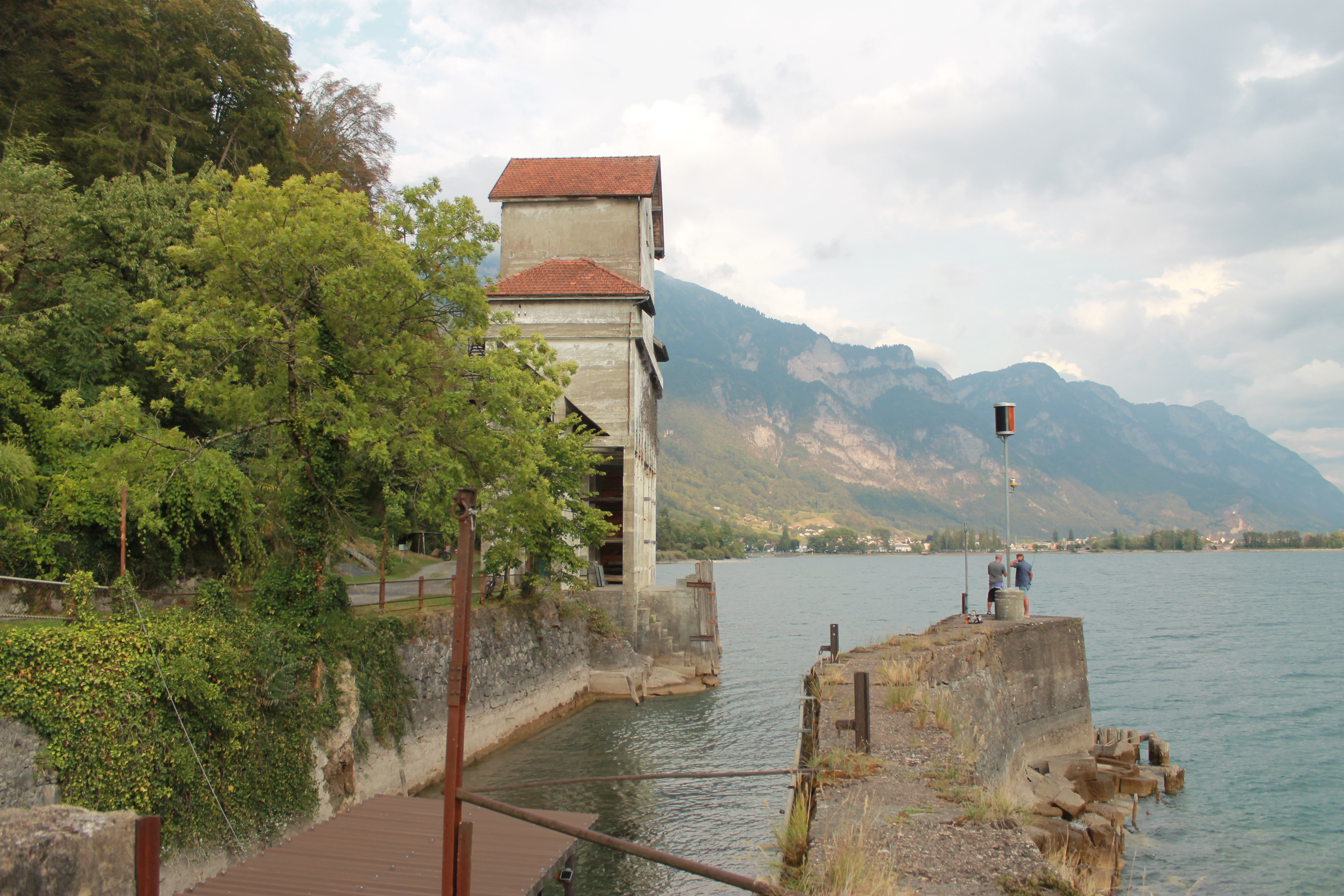
Ehemalige Verladestation von Lochezen
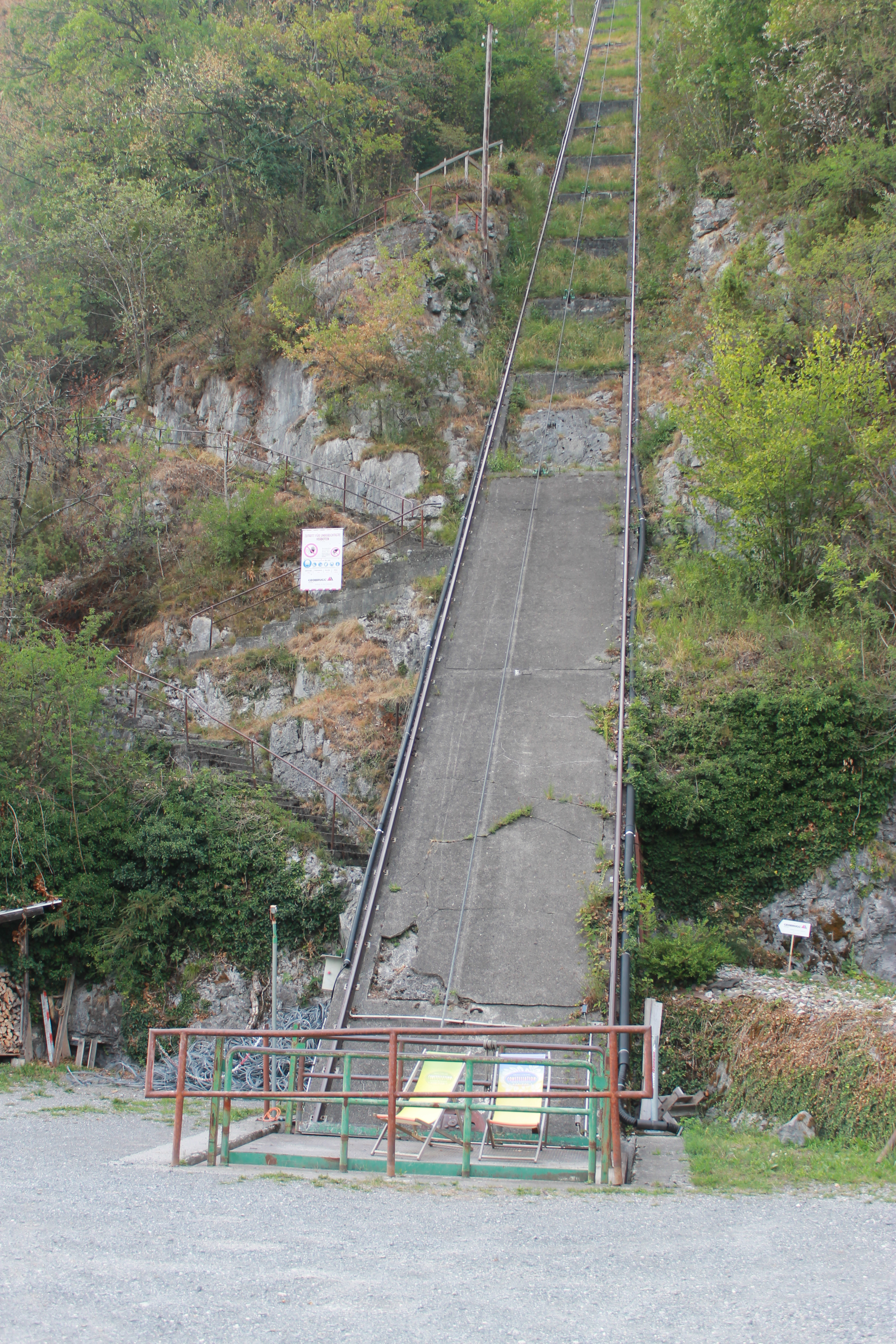
Schrägaufzug Lochezen
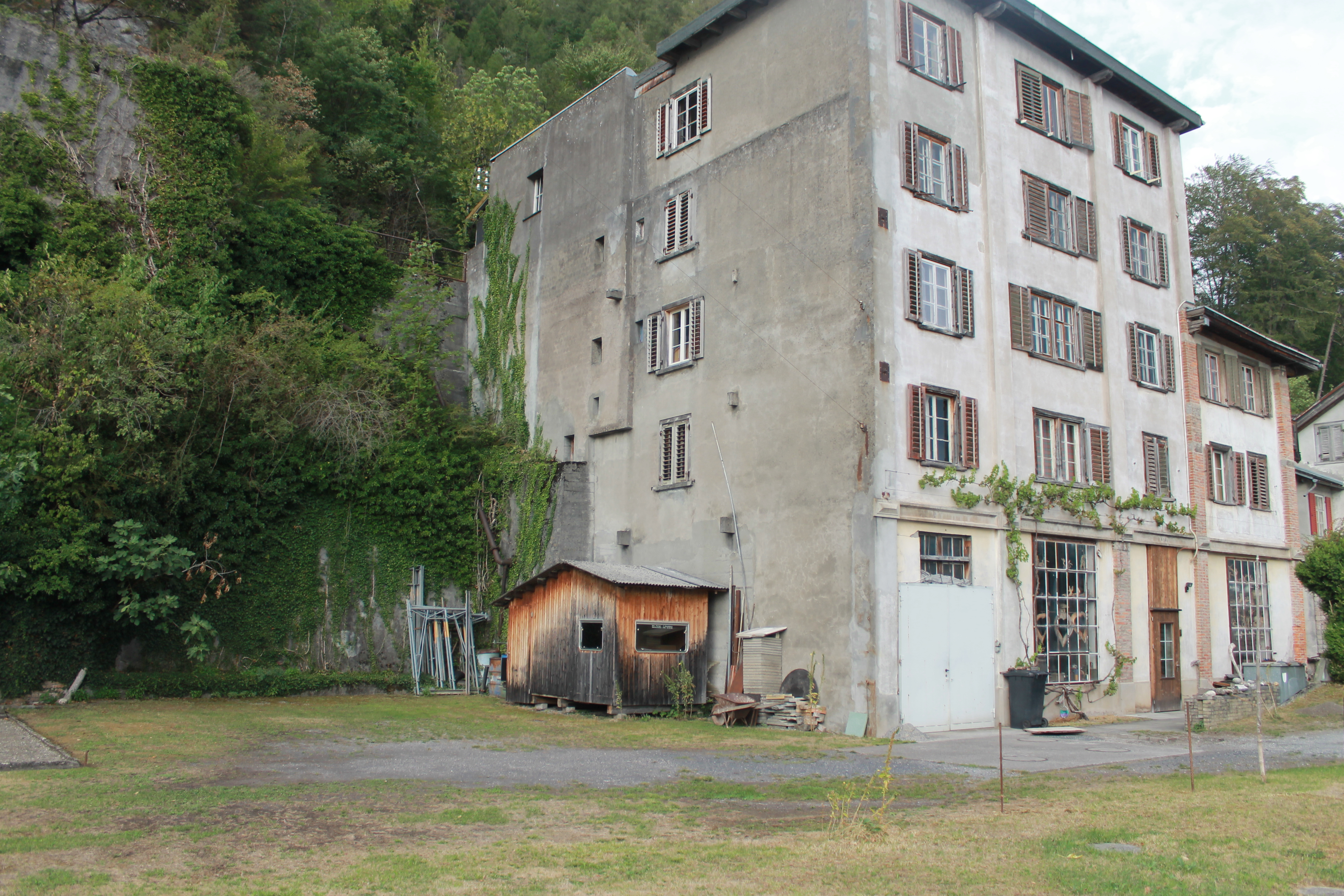
Gebäude neben der 1919 abgerissenen Kalkbrennerei
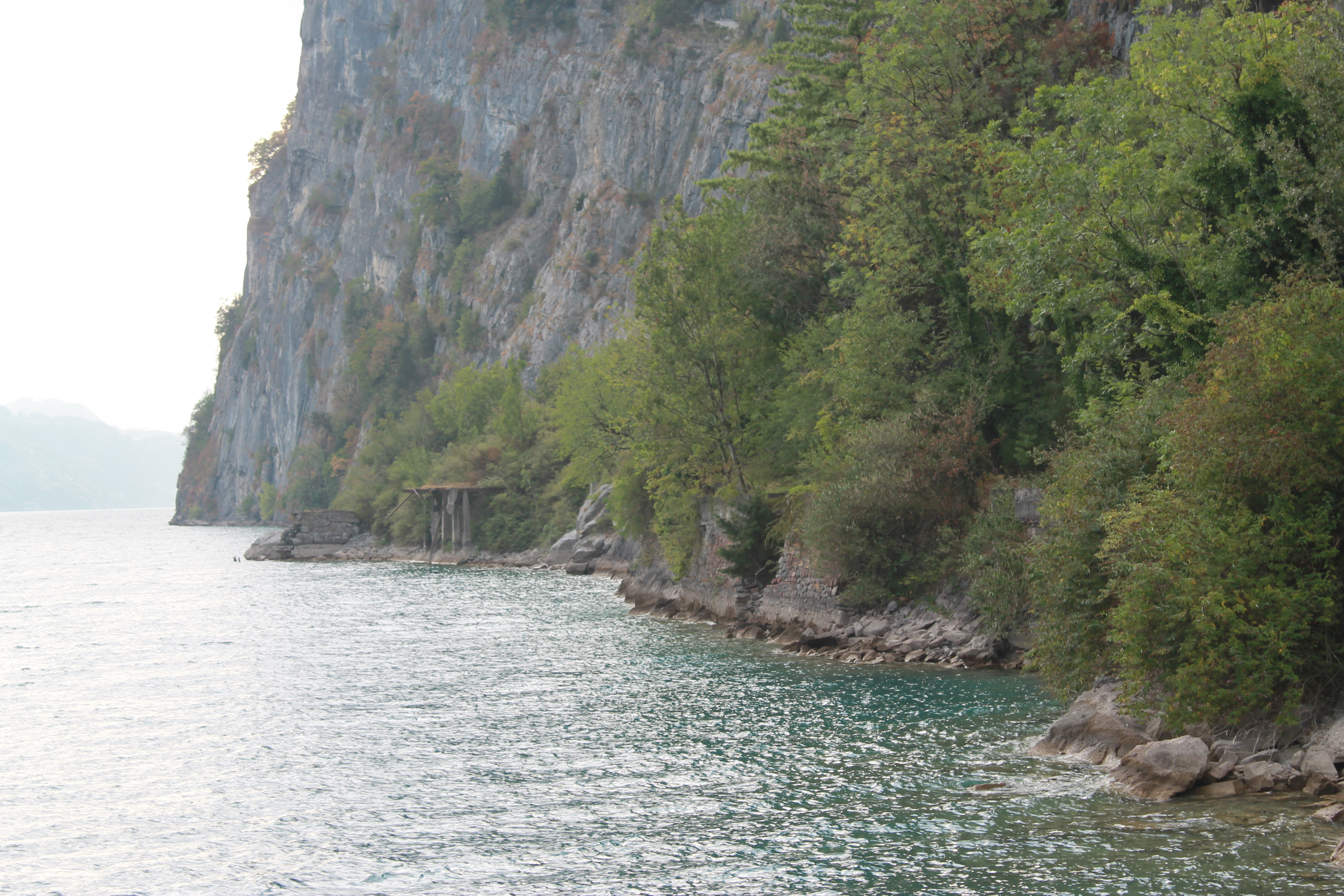
Reste der ehemaligen zweiten Verladestation West am Steilhang
1916 wurden Teile der Zementfabrik Seemühle durch eine Lawine zerstört.
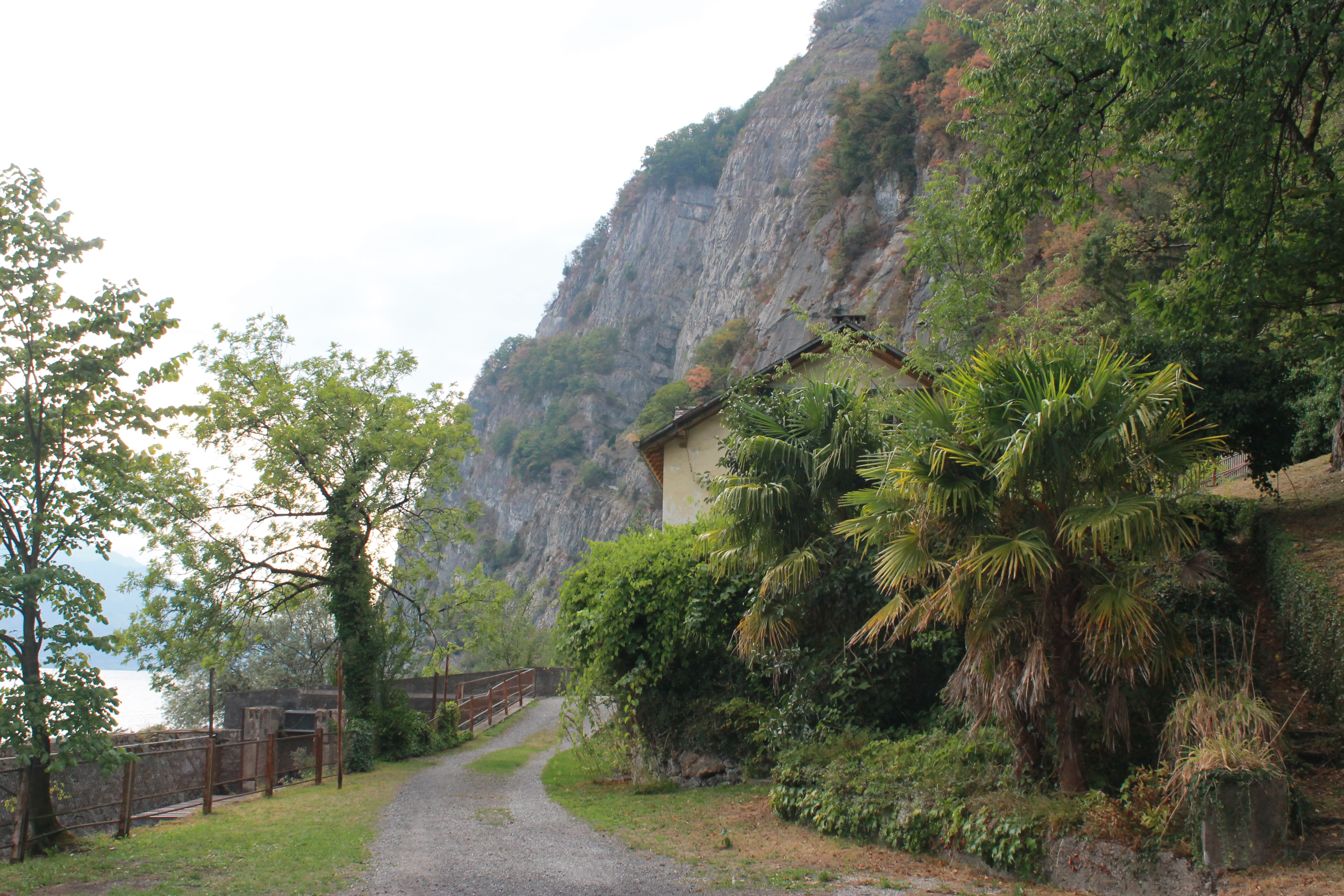
Das Klima bei Lochezen ist besonders mild; selbst Palmen wachsen hier.
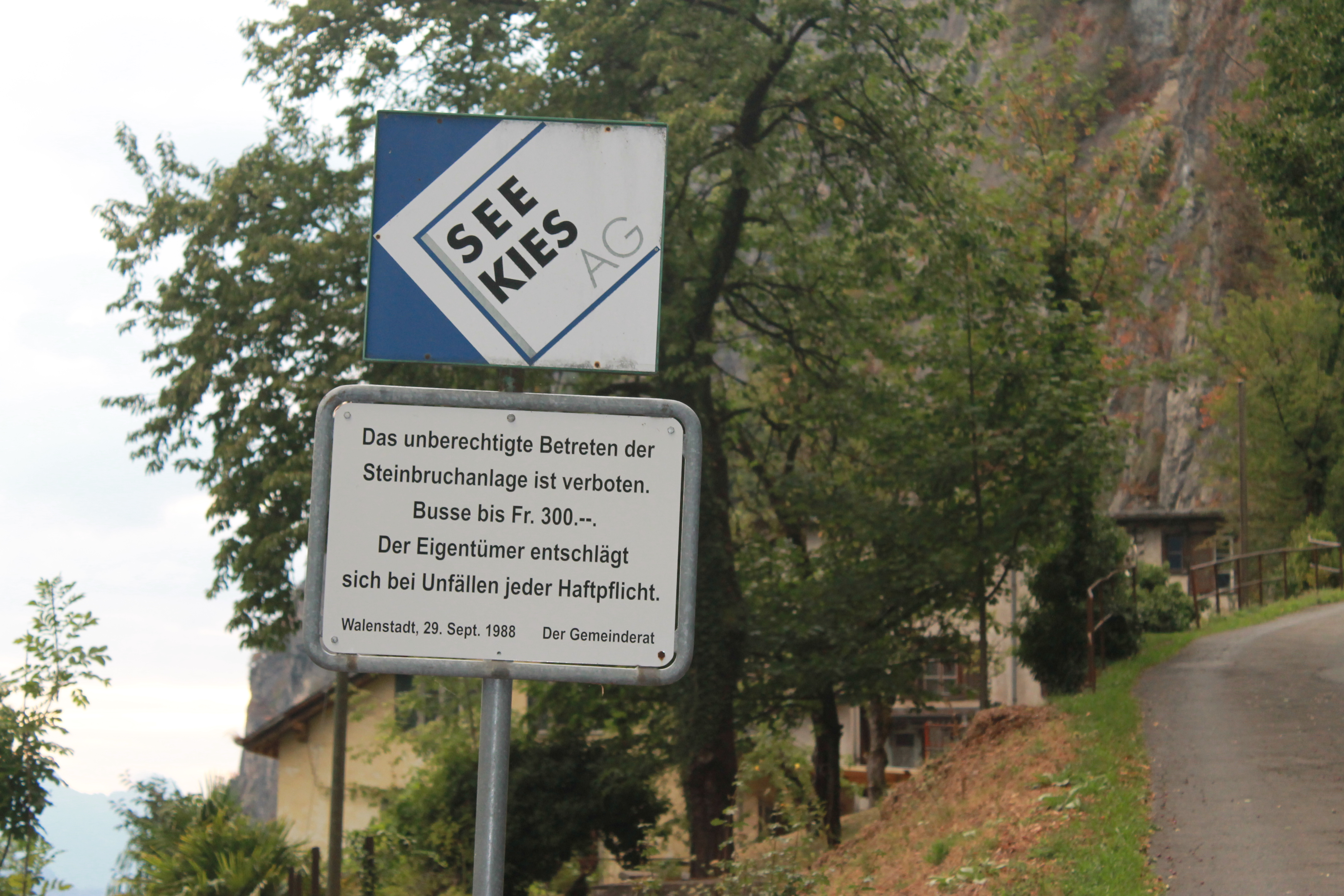
Verbotsschild mit Strafandrohung fürs Betreten
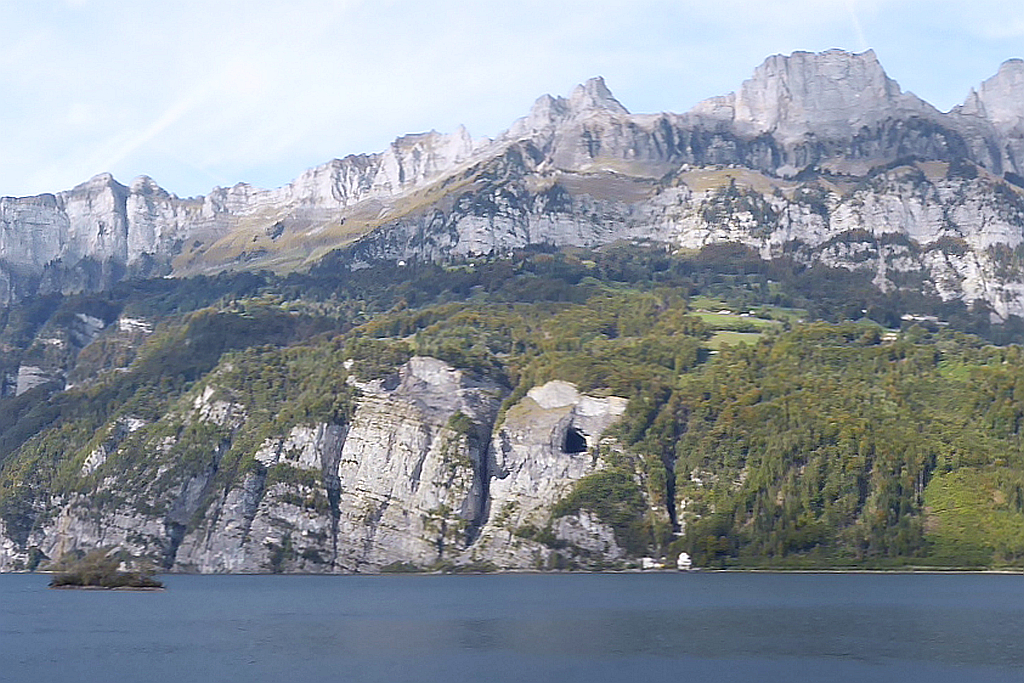
Ehemaliger Bergbau im Berg (2014)
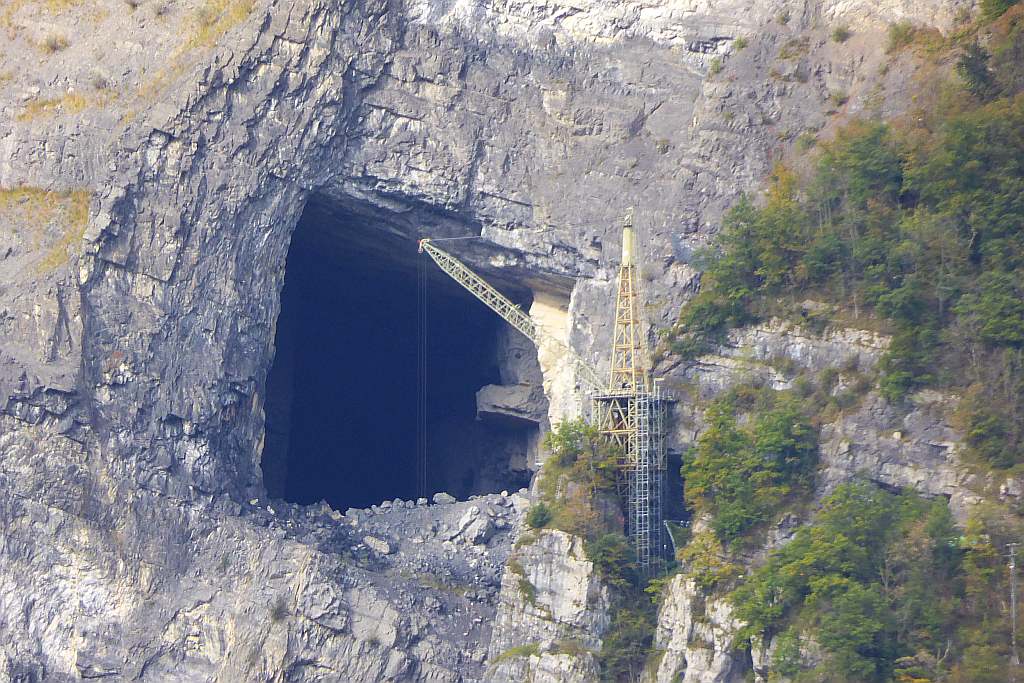
Detailfoto vom Bergbau (2014)